# Sam Dorman
Sam Dorman (* 30. August 1991 in Miami, Florida) ist ein ehemaliger US-amerikanischer Wasserspringer.

## Erfolge
Seinen größten Erfolg erzielte Dorman gemeinsam mit Michael Hixon bei den Olympischen Sommerspielen 2016 in Rio de Janeiro. Im Synchronspringen vom 3-Meter-Brett rangierten Dorman und Hixon nach zwei von sechs Sprüngen zunächst nur auf dem vorletzten Platz unter den acht startenden Paaren, schoben sich aber mit den nachfolgenden vier Sprüngen kontinuierlich im Ranking nach vorne. Im letzten Sprung erzielten sie die beste Wertung des gesamten Wettbewerbs und schlossen diesen schließlich mit 450,21 Punkten auf dem zweiten Platz hinter den siegreichen Briten Jack Laugher und Christopher Mears und vor Cao Yuan und Qin Kai aus China ab.
Zweimal nahm er im Synchronspringen vom 3-Meter-Brett an Weltmeisterschaften teil. 2015 belegte er mit Kristian Ipsen mit 405,99 Punkten den siebten und 2017 mit Michael Hixon mit 409,05 Punkten den sechsten Platz. Seinen letzten internationalen Wettkampf bestritt er 2018.